# Runcinia carae
Runcinia carae är en spindelart som beskrevs av Ansie S. Dippenaar-Schoeman 1983. Runcinia carae ingår i släktet Runcinia och familjen krabbspindlar. Inga underarter finns listade i Catalogue of Life.